# Plecopterodes tetraspila
Plecopterodes tetraspila är en fjärilsart som beskrevs av Walker 1865. Plecopterodes tetraspila ingår i släktet Plecopterodes och familjen nattflyn. Inga underarter finns listade i Catalogue of Life.